# Post-rock
Post-rock je hudební žánr, druh alternativního rocku. Vyznačuje se použitím hudebních nástrojů běžně používaných v rockové hudbě, avšak s rytmem, melodií, tóny a hudebními postupy, které se v rockové hudbě nevyskytují. Post-rock bývá v drtivé většině případů instrumentální.
Výraz, jako v mnoha jiných žánrech, nedokáže přesně definovat charakter hudby. Například skupiny Don Caballero a Tortoise byly významnými představiteli žánru v 90. letech, ale kromě toho, že jejich hudba byla instrumentální a vycházela z bicích a kytar, spolu neměly prakticky nic společného.
I když post-rock vznikl na indie a underground scéně v 80. a 90. letech, jen zřídka se indie rocku podobá.

## Post-rock

### Původ výrazu
Má se za to, že výraz „post-rock“ vytvořil hudební kritik Simon Reynolds ve své recenzi alba Hex od Bark Psychosis, vydané v březnu 1994 v magazínu Mojo. Reynolds posléze svou myšlenku rozebral v květnu 1994 v časopise The Wire.
Výraz použil pro hudbu, která „používá rockové nástroje pro nerockové účely a kytary k zabarvení a struktuře zvuku, nežli k riffům a power akordům.“ Jeden termín vyložil podrobněji: „Ta opravdu provokující povaha pro budoucí vývoj leží nejspíš... v cyborg rocku; ne v celé opěvované techno metodice, ale ve směsi živého hraní a použití nejrůznějších elektronických efektů.“
V červenci 2005 na svém blogu Reynolds tvrdil, že slovo „post-rock“ použil dříve než v časopise, konkrétně v novinách Melody Maker. Později řekl, že slovo nevymyslel přímo on, ale že se na scéně vyskytovalo již přes deset let. Termín použil James Wolcott již v roce 1975 v článku o hudebníku Toddu Rundgrenovi, avšak s jiným významem. Byl také použit v Rolling Stone Album Guide k pojmenování stylu přibližně odpovídajícímu art-rocku nebo out-rocku. Další dřívější užití se vyskytuje například v recenzi noise-popové skupiny The Earthmen Stevena Walkera, kde je popsal jako „post-rock noisefest“.
Post-rocková literatura a obrazy se na světě objevují od roku 1995 v časopisech jako Crème Brûlée fanzine z Francie.

### Historický vývoj

#### Dřívější podoby
Post-rocková hudba se zdá být vysoce ovlivněna americkou kapelou 60. let The Velvet Underground a jejich „dronologií“ – „výraz, který přibližně popisuje polovinu dnešních post-rockových aktivit“. Krautrock měl také na podobu post-rocku silný vliv, obzvláště svým charakteristickým rytmem.
Britská kapela Public Image Ltd (PiL) byla magazínem NME označena jako „dost možná první post-rocková kapela“. Jejich druhé album The Metal Box (1979) v podstatě naprosto opustilo tradiční prvky rock'n'rollu a obsahovalo hlavně dubové a krautrockové prvky, spolu se záhadnými texty. Rok před vydáním alba baskytarista kapely Jah Wobble prohlásil: „Rock je nemoderní“. Jejich třetí album Flowers of Romance (1981) bylo co do zvuku ještě radikálnější, s rachotivými bicími a prvky tape music.
Žánr shoegaze se začal objevovat v 80. a 90. letech jako předchůdce post-rocku, když kapely jako My Bloody Valentine soustředily svou pozornost na neortodoxní, vrstvený zvuk kytar než na tradiční sekvenční kytarové melodie.

#### Post-rock 90. let

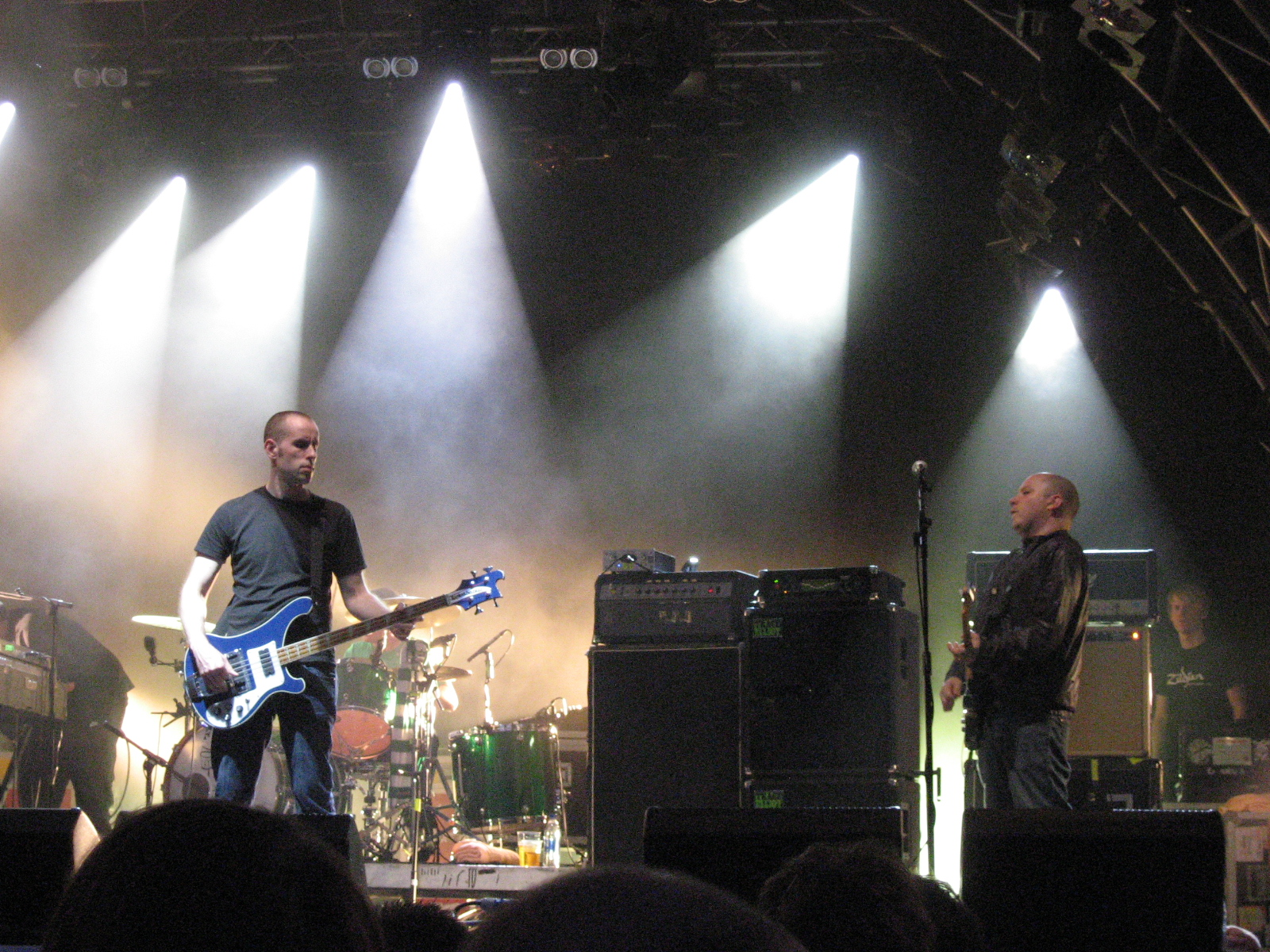
Post-rocková kapela Mogwai na koncertě v roce 2007.

Skupiny z počátku 90. let, jako např. Slint nebo Talk Talk, byly později označeny za hlavní vlivy na post-rock. Alba Spiderland od Slint a Laughing Stock od Talk Talk jsou zmiňovány jako první známky post-rocku.
Původně se termín „post-rock“ používal k popsání hudby kapel jako Stereolab, Laika, Disco Inferno, Moonshake, Seefeel, Bark Psychosis či Pram, později se často využíval pro směs jazzem a krautrockem ovlivněnou, instrumentální a elektronikou obohacenou hudbu.
Kapely jako Cul de Sac, Tortoise, Labradford, Bowery Electric nebo Stars of the Lid jsou považovány za průkopníky post-rocku v Americe. Druhé LP Millions Now Living Will Never Die od Tortoise udělalo z kapely post-rockovou ikonu. Mnoho skupin (např. Do Make Say Think) začalo hrát právě hudbu inspirovanou Tortoise.

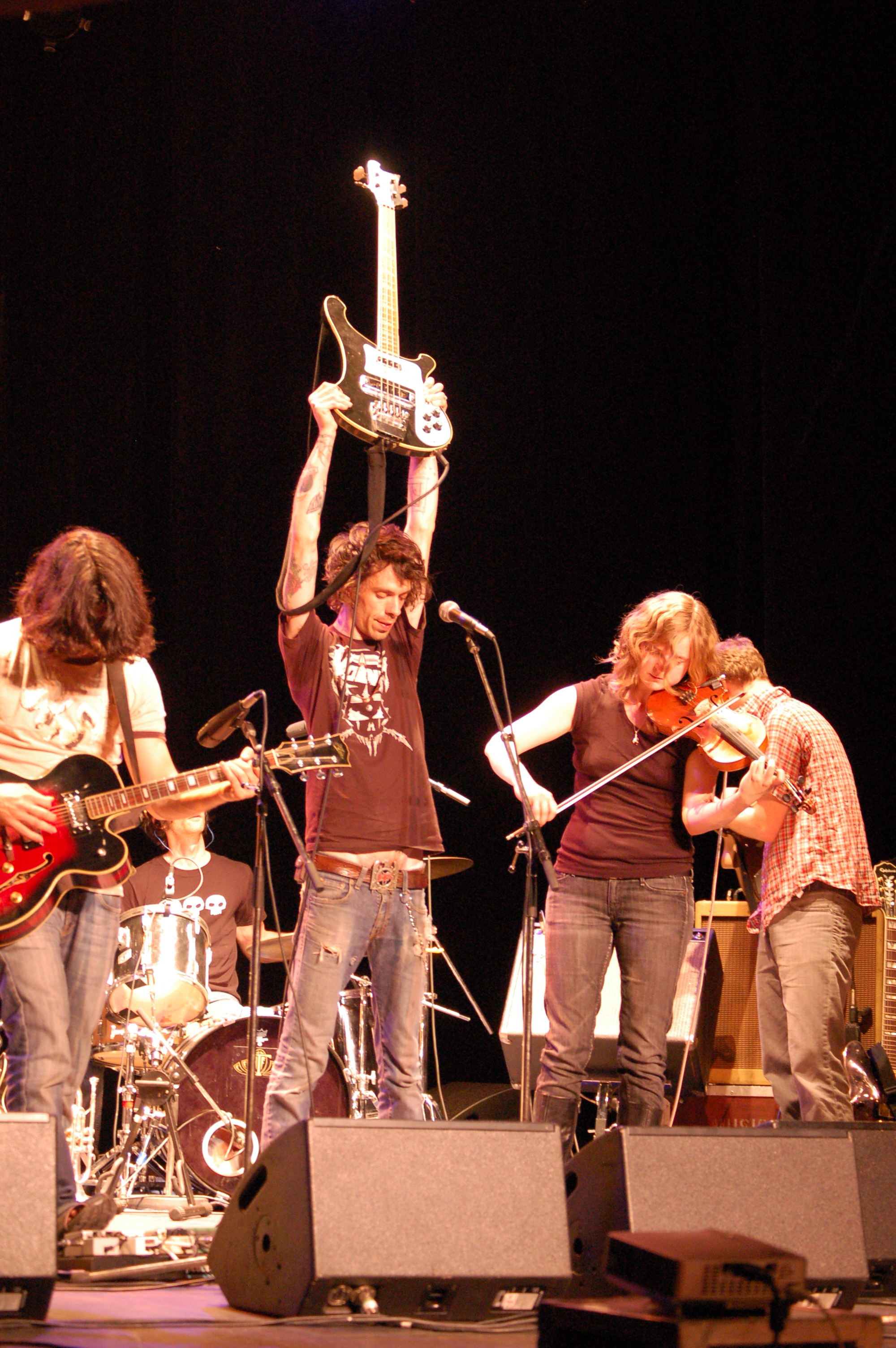
Post-rocková kapela Do Make Say Think při koncertě v roce 2007.

V 90. letech bylo Chicago základnou pro mnoho post-rockových umělců. John McEntire z Tortoise a Jim O'Rourke z Brise-Glace a Gastr del Sol byli uznávanými producenty mnoha kapel.
Jedním z předních post-rockových měst je Montreal, kde mnoho známých kapel jako Godspeed You! Black Emperor, A Silver Mt. Zion, Do Make Say Think či Fly Pan Am nahrávají u Constellation, významného post-rockovém labelu. Tyto kapely jsou také proslulé svou estetikou a splývání s dalšími žánry, jako chamber music, free jazz nebo musique concrète.
Godspeed You! Black Emperor a skotští Mogwai byli jedni z hlavních ovlivnitelů post-rocku 21. století.

#### Post-rock 21. století
Od roku 2000 začal termín „post-rock“ ztrácet oblíbenost. Nejpopulárnější kapely jako Cul de Sac, Tortoise a Mogwai odmítaly být tak označovány. Hlavním důvodem byla přílišná šíře hudebních stylů, spadajících pod tento termín, která ubírá jeho užitečnosti.
Dnes, i přes kritiku svého označení, post-rock nepozbyl na své význačnosti. Sigur Rós se s albem Ágætis byrjun v roce 1999 stali jednou z nejznámějších kapel žánru. Jejich poslední album z roku 2008 Með suð í eyrum við spilum endalaust bylo dokonce hráno v rádiích a reklamách. To se přiděluje ke snaze zjednodušení a zkrácení písniček a přiblížení popovějšímu zvuku. Explosions in the Sky, Do Make Say Think, Pelican a Mono jsou jedny z nejpopulárnějších post-rockových kapel současnosti. S pár výjimkami (např. zmínění Sigur Rós) kapely zanechávají hudbu bez jakéhokoli zpěvu.
I když byl žánr označen již za vyčerpaný a zastaralý, post-rockové kapely stále nabývají. Vessels, 65daysofstatic, Pursuit, Maserati, Red Sparowes, Youthmovies, Yndi Halda, Gifts From Enola, Beware of Safety, Caspian, God Is An Astronaut, This Will Destroy You, From Monument to Masses, Port Royal, If These Trees Could Talk, I Like Trains a mnoho dalších kapel stále zanechávají podstatu a principy žánru. Také mnoho labelů, jmenovitě indie labely jako The Mylene Sheath, Temporary Residence Ltd či Burnt Toast Vinyl, mají ve svých řadách instrumentální kapely, které jsou považovány za post-rockové.

## Hudební charakteristika

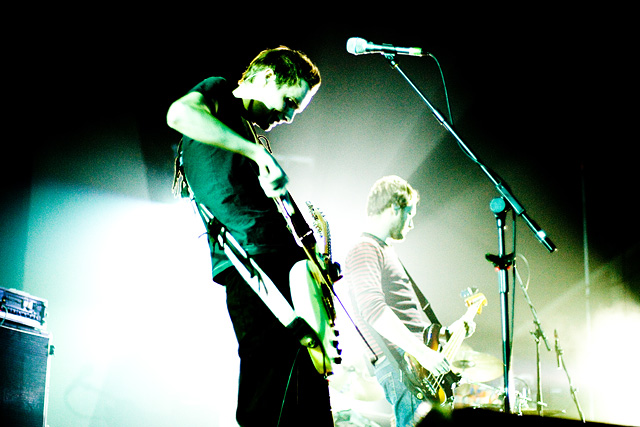
Post-rocková kapela Sigur Rós na koncertě v roce 2005 na Reykjavíku.

Post-rockový zvuk je směsice několika hudebních žánrů jako ambient, jazz, electronica a experimental. Tradiční metoda použití power akordů je nahrazena zabarvování a strukturováním kytar.
Kompozice často používá opakování motivů a subtilní přeměny s obrovskou dynamikou. V některých ohledech je hudba podobná hudbě Steve Reicha, Philip Glasse či Brian Ena, průkopníků minimalismu. Post-rockové skladby bývají typicky dlouhé a výhradně instrumentální, kdy za pomocí zabarvování, vrstvení a dynamiky hudba graduje.
Vokály jsou v post-rocku velmi často vynechány; neznamená to však, že nejsou přítomny vůbec. Pokud jsou vokály do hudby zahrnuty, většinou jsou použity jako další nástroj, nežli zpěv ve své formě, jak ho známe. Post-rockové vokály bývají většinou měkké a hluboké a typicky se vyskytují neregulérně. Sigur Rós, kteří jsou známí pro svůj zpěv, používají vlastní jazyk nazvaný „Hopelandic“ (islandsky Vonlenska, jak ho používá kapela sama), což ostatní kapely popisují jako: „Forma žvatlání, která sedí do hudby jako další nástroj.“
Některé kapely, jako např. Rachel's nebo Clogs, kombinují post-rock s klasickou hudbou, zatímco jiní jako třeba Godspeed You! Black Emperor a Fly Pan Am svůj zvuk tak odtrhly od populární hudby, že jsou často porovnáváni s minimalismem.
Širší pokusy a prolínání žánrů se nedávno chopilo post-rockové scény. Isis, *shels,I am sonic rain, Russian Circles či Pelican kombinují post-rock s metalem. Výsledek byl veřejností přijat jako post-metal. V novější době žánr sludge dokonce začal přejímat (a někdy kompletně převzal) postupy známe z post-rocku. Tato druhá vlna sludge byla započata kapelami jako Giant Squid nebo Battle of Mice. Tento nový zvuk je možno často vidět na labelu Neurot Recordings. V některých případech se tyto experimenty a mísení žánrů přelilo přes jediný žánr, jako je např. post-metal. Nejzmiňovanější skupiny jako Beirut, Ratatat a From Monument To Masses doslova vytěžili prvky z hudebních stylů jako synthpop, folk, hip-hop, indie rock, disco, math rock a mnoho dalších. Tyto vlivy jsou často dané použitím nástrojů, kdy např. Ratatat používají velmi často syntezátory a sequencery. V jiných případech lze zase nalézt postupy známé z dubových a hip-hopových desek jako samplování, loopování a dokonce scratchování (např. From Monument To Masses).
Screamo bylo také ovlivněno post-rockem (a hlavně math rockem). Kapely jako City of Caterpillar či Envy se vydali ve stopách Mogwai.